# نادي دن هيلدر لكرة السلة
نادي دن هيلدر لكرة السلة (بالهولندية: Port of Den Helder Kings) كان فريق كرة سلة هولندي للمحترفين تأسس في سنة 1981 يقع مقره في دن هيلدر. كان يلعب في الدوري الهولندي لكرة السلة. تم حل الفريق في سنة 2014 من أبرز اللاعبين الذين لعبوا معه توماس كونيس.

## الإنجازات
الدوري الهولندي لكرة السلة
- الفوز (6): 1988-89، 1989-90، 1990-91، 1991-92، 1994-95، 1997-98

## وصلات خارجية
- الموقع الرسمي